# Hauptgebäude der Universität Wien

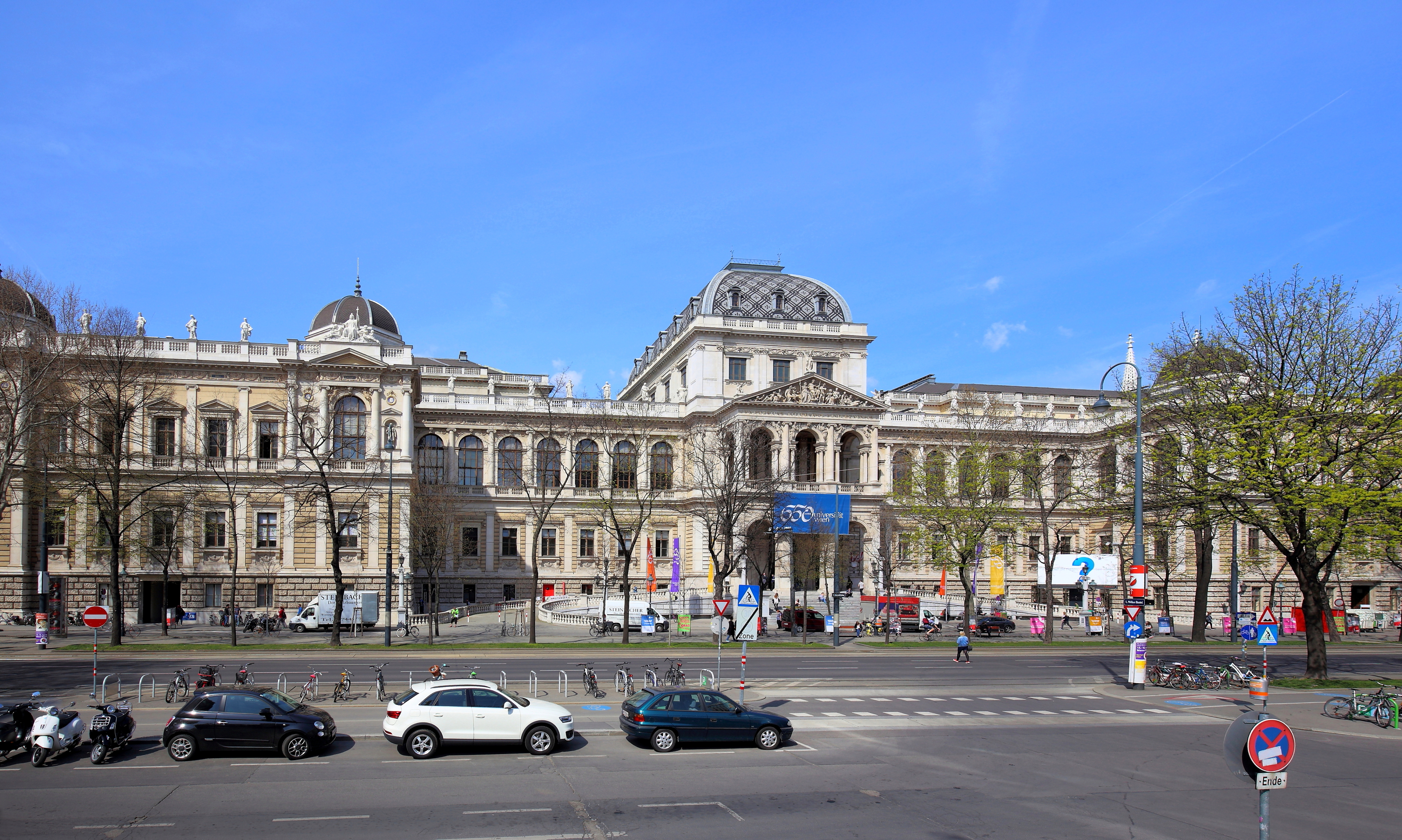
Universitätsgebäude, Ansicht von der Ringstraße

Das Hauptgebäude der Universität Wien an der Ringstraße in der österreichischen Hauptstadt Wien ist der Sitz der Universität Wien. Der Neorenaissance-Profanbau wurde 1873 bis 1884 durch Franz Joseph I. von Heinrich von Ferstel als k. k. Universitätsgebäude errichtet.

## Geschichte

### Vorgeschichte

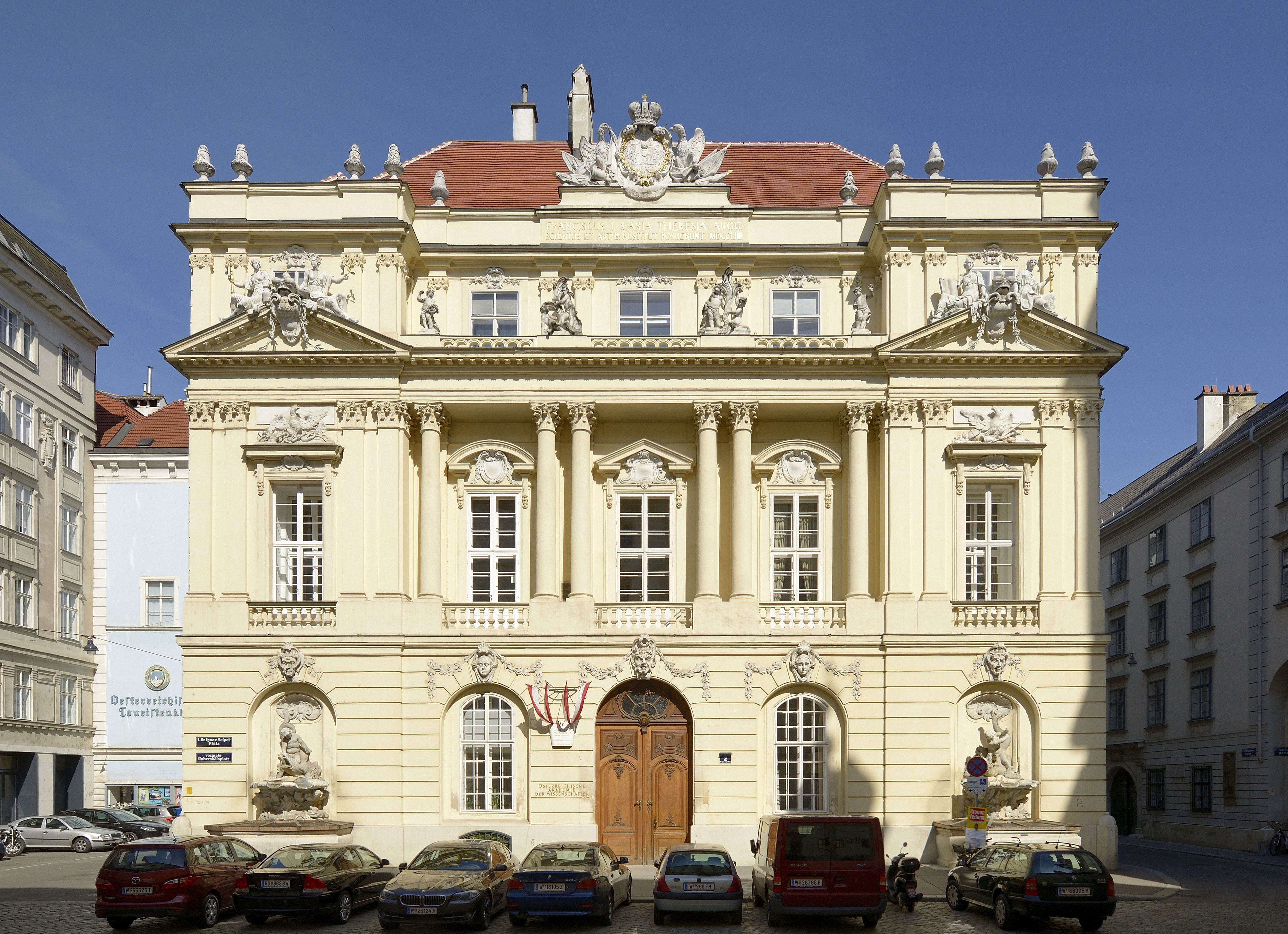
Alte Universität, Aula, 1., Dr.-Ignaz-Seipel-Platz

Die 1365 gegründete Universität war in verschiedenen Gebäuden im Stubenviertel der historischen Altstadt Wiens untergebracht. Ihr erstes Haus war das 1385 eröffnete Herzogskolleg in der heutigen Postgasse 7–9. Nach der Inkorporation des Jesuitenkollegs in die Universität, 1623, wurde an derselben Stelle das frühbarocke Jesuitenkolleg errichtet. Es ist mit der Universitätskirche und einigen Zubauten noch heute als Alte Universität erhalten und beherbergt unter anderem das Archiv der Universität Wien.
1753 bis 1755 ließ Maria Theresia unmittelbar neben dem Jesuitenkollegium ein neues Hauptgebäude, die „Neue Aula“, errichten. Die Aula war zentraler Versammlungsort bei der Revolution von 1848. Nach der gewaltsamen Niederschlagung der Revolution wurde die Universität vom Militär besetzt. Die Studenten wurden aus der Altstadt vertrieben; das Gebäude wurde 1857 der Akademie der Wissenschaften übergeben.
Der Studienbetrieb fand nun in provisorischen Ausweichquartieren statt: Die Medizinische Fakultät wurde in einer ehemaligen Gewehrfabrik in der Währinger Straße 13 im 9. Bezirk untergebracht (heute das „Anatomische Institut“). Die juridischen, philosophischen und theologischen Vorlesungen wurden im ehemaligen Stadtkonvikt der Piaristen in der Altstadt abgehalten. Das Chemische Laboratorium kam im Theresianum im 4. Bezirk unter, und zahlreiche Institute wurden in Erdberg, einem vom Stadtzentrum entfernteren Teil des 3. Bezirks, angesiedelt.

### Planung am Alsergrund
Im Jahr 1854 plante Unterrichtsminister Leo von Thun und Hohenstein den Neubau eines Universitätsgebäudes am Rossauer Glacis, beim Beginn der Währinger Straße bzw. der heutigen Günthergasse im heutigen 9. Bezirk. Thun beauftragte die Architekten Sicardsburg und van der Nüll, den Neubau zu projektieren, der dann 1855 beschlossen wurde.
Die Medizinische Fakultät fand den Standort attraktiv, weil er in günstiger Nähe zum damaligen Allgemeinen Krankenhaus lag. Inzwischen war aber der Baugrund für die Votivkirche, ein Projekt von Kaiserbruder Ferdinand Maximilian, abgesteckt worden, und dieses 1856 begonnene Bauvorhaben war nun der Universität im Weg. Sicardsburg und van der Nüll planten um und projektierten ein Universitätsgebäude hinter dem Chor der Votivkirche. Der Stil war an die Gotik angelehnt, um zur Votivkirche zu passen.
Ende 1857 entschied Franz Joseph I., die Stadtmauer um die Altstadt aufzulassen und um die Altstadt die Wiener Ringstraße zu errichten; ein Vorhaben, das viele Jahre in Anspruch nahm. Unabhängig davon wurden 1858 der Plan für das neue Universitätsgebäude bei der Votivkirche und seine sofortige Umsetzung beschlossen. 1859 konnte aber mit dem Bau wegen des norditalienischen Kriegs nicht begonnen werden, und 1860 schied Thun aus der Regierung aus, wodurch das Vorhaben ins Stocken geriet.
Das Vorhaben wurde zunehmend kritisiert. Vor allem Heinrich Ferstel protestierte heftig dagegen, dass ein zweites monumentales Gebäude seiner Votivkirche Konkurrenz machen sollte. Im Gegensatz dazu kämpfte die Bezirksvertretung des Alsergrunds für das prestigeträchtige Projekt in ihrem Bezirk. Jahrelange Diskussionen waren die Folge. In diesen Jahren änderten sich die Planungen oft. Die Universität wurde zeitweise als einzelnes Gebäude geplant, dann wieder als Campus mehrerer Gebäude nach englischem Vorbild. Als einziges Gebäude dieses Campus wurde von Heinrich Ferstel 1869–1872 das Chemische Institut in der Währinger Straße 10 gebaut.

### Der Bau der Universität am Ring

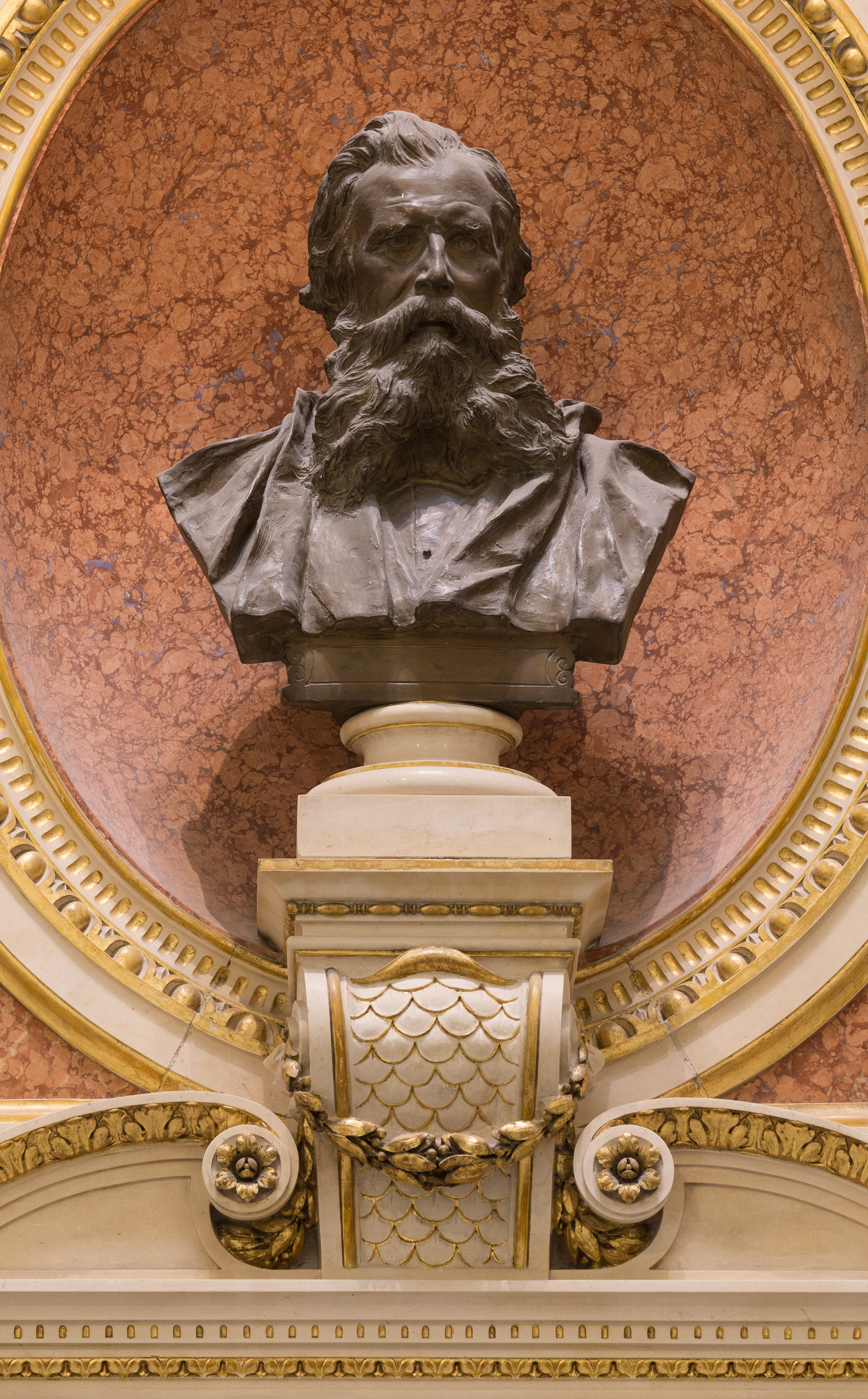
Heinrich Ferstel, Vestibül vor dem Festsaal

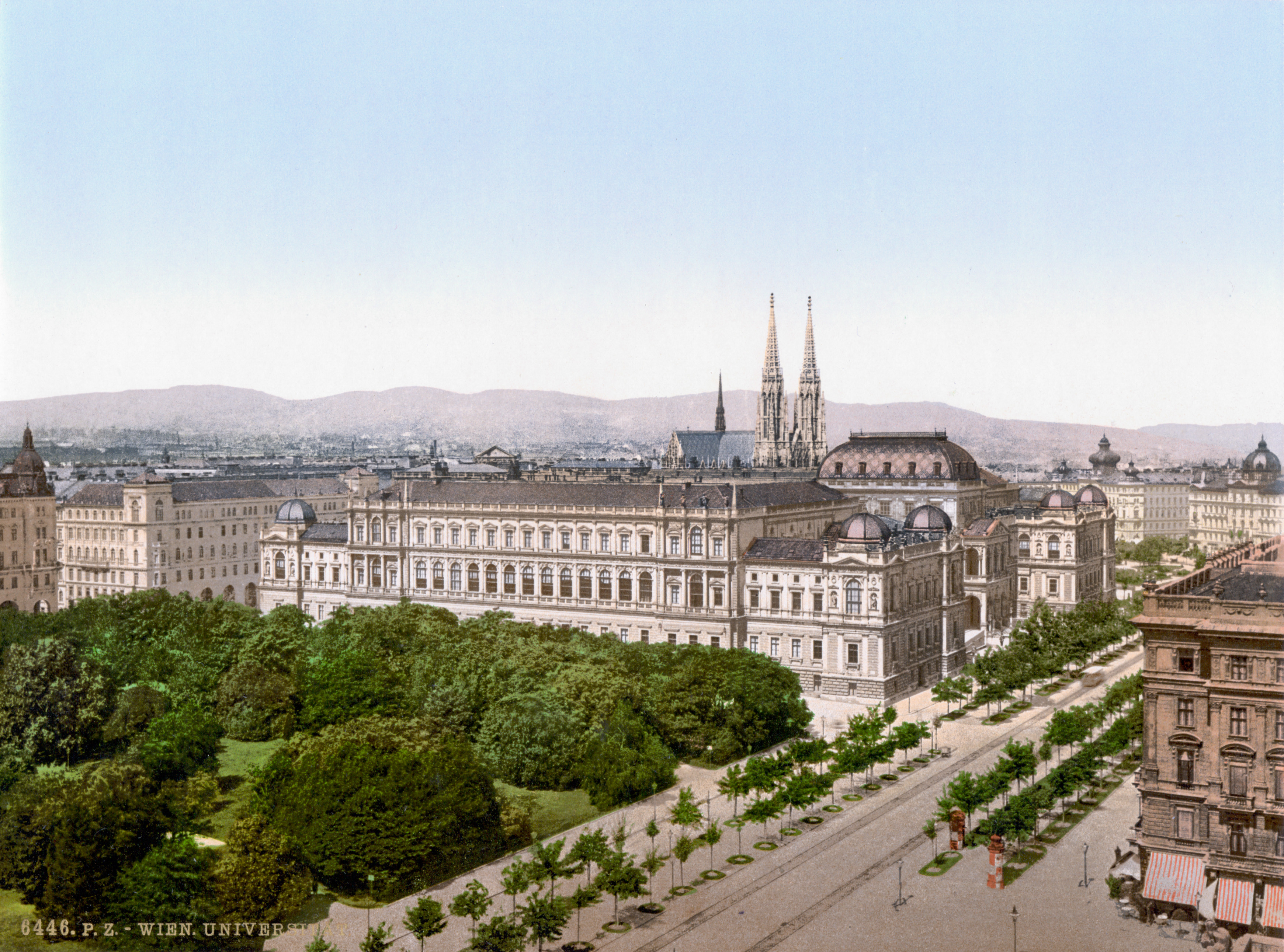
Die Universität und ein Teil des Rathausparks um 1900, dahinter die Votivkirche

Die Situation änderte sich grundlegend, nachdem der Kaiser am 17. August 1868 die von der Stadtverwaltung lang verlangte Auflassung des großen Parade- und Exerzierplatzes nahe der Altstadt genehmigt hatte. Im Winter 1868 / 1869 gebar Bürgermeister Cajetan Felder die Idee, auf der Fläche des Paradeplatzes drei Monumentalgebäude errichten zu lassen, das Parlament, das Rathaus und die Universität. Der Plan fand sofort Gefallen. Es wurde auch sogleich bestimmt, dass Theophil Hansen das Parlament und Heinrich Ferstel die Universität bauen würde.
Allerdings gab es auch Widerstand. Obwohl nun viel Platz am Paradegelände zur Verfügung stand, wollten mehrere Fakultäten an dem Standort am Alsergrund festhalten – vor allem die Mediziner fühlten sich in der ehemaligen Gewehrfabrik wohl. Architekt Ferstel hatte stets gegen einen Monumentalbau neben seiner Votivkirche opponiert; nachdem er nun die Universität selbst bauen durfte, wurden seine Proteste noch heftiger.
Schließlich gelang es Franz von Matzinger, dem Leiter des Wiener Stadterweiterungsfonds, den neuen Standort an der Ringstraße endgültig durchzusetzen, und zwar dort, wo der damalige Franzensring (nach mehreren Namensänderungen heißt dieser Abschnitt seit 2012 Universitätsring) vor dem Schottentor (heute Verkehrsknotenpunkt neben der Universität) eine markante Richtungsänderung aufweist, in Sichtweite, aber ohne direkte Verbindung mit der Votivkirche. Der Bauplatz wurde von Ring, Rathausplatz, Reichsratsstraße und Universitätsstraße begrenzt.
Nachdem die Baupläne Ferstels publiziert wurden, war die Universitätsleitung von der Größe des Gebäudes freudig überrascht; vor allem konnte man nun die ganze Universitätsbibliothek im Haupthaus unterbringen.
Am 25. Juli 1870 wurde in der Amtszeit von k.k. Ministerpräsident Alfred Józef Potocki endgültig entschieden, die Universität am Ring zu bauen. Im Frühjahr 1871 unternahm Heinrich Ferstel eine Studienreise nach Italien, bei der er vor allem die Universitäten von Bologna, Padua, Genua und Rom besuchte. Bis zum Sommer 1872 fanden unzählige Verhandlungen und Besprechungen statt, in denen die einzelnen Fakultäten ihre Raumanforderungen bekanntgaben, die dann von Ferstel koordiniert werden mussten.
Das Projekt wurde schließlich von Architekt Gottfried Semper begutachtet. Sempers Expertise war grundsätzlich positiv, wobei er einige Verbesserungsvorschläge machte. Unter Berücksichtigung dieser Vorschläge erteilte Kaiser Franz Joseph I. am 29. Juli 1872 seine Genehmigung. Zugleich bewilligte der Kaiser 7 Millionen Gulden aus dem Staatsvermögen für den Universitätsbau. Zu dieser Zeit war das k.k. Hofoperntheater an der Ringstraße bereits eröffnet, der Neubau des k.k. Hofburgtheaters hingegen noch nicht begonnen. Kunsthistorisches Museum und Naturhistorisches Museum, die beiden großen Hofmuseen an der Ringstraße, waren seit einem Jahr in Bau. Der Bau der nahen Votivkirche hatte zwar schon 1856 begonnen, dauerte aber bis 1879.
Mit den Bauarbeiten wurde ein Jahr später, am 14. Juli 1873, begonnen. Die Anlage der Fundamente erwies sich als sehr schwierig. Unmittelbar vor der Universität hatte sich einst die Mölker Bastei erstreckt; das Areal war von alten Minengängen aus der Zeit der Türkenkriege durchzogen.
Auf den Tag genau zehn Jahre nach Baubeginn, am 14. Juli 1883, starb Heinrich Freiherr von Ferstel in seiner Sommerwohnung im damaligen Wiener Vorort Grinzing. Sein langjähriger Mitarbeiter und Schwager Karl Köchlin (1828–1894) und sein Sohn Max von Ferstel übernahmen den Weiterbau. Ein Jahr später war der Bau im Wesentlichen fertiggestellt, am 10. Oktober 1884 wurde die Universität in Anwesenheit des Kaisers feierlich eröffnet. Die dekorative Ausgestaltung nahm aber noch Jahre in Anspruch. Die Gesamtkosten betrugen bis 1890 7.633.186 Gulden (ca. 67 Mio. Euro).

## Das Gebäude

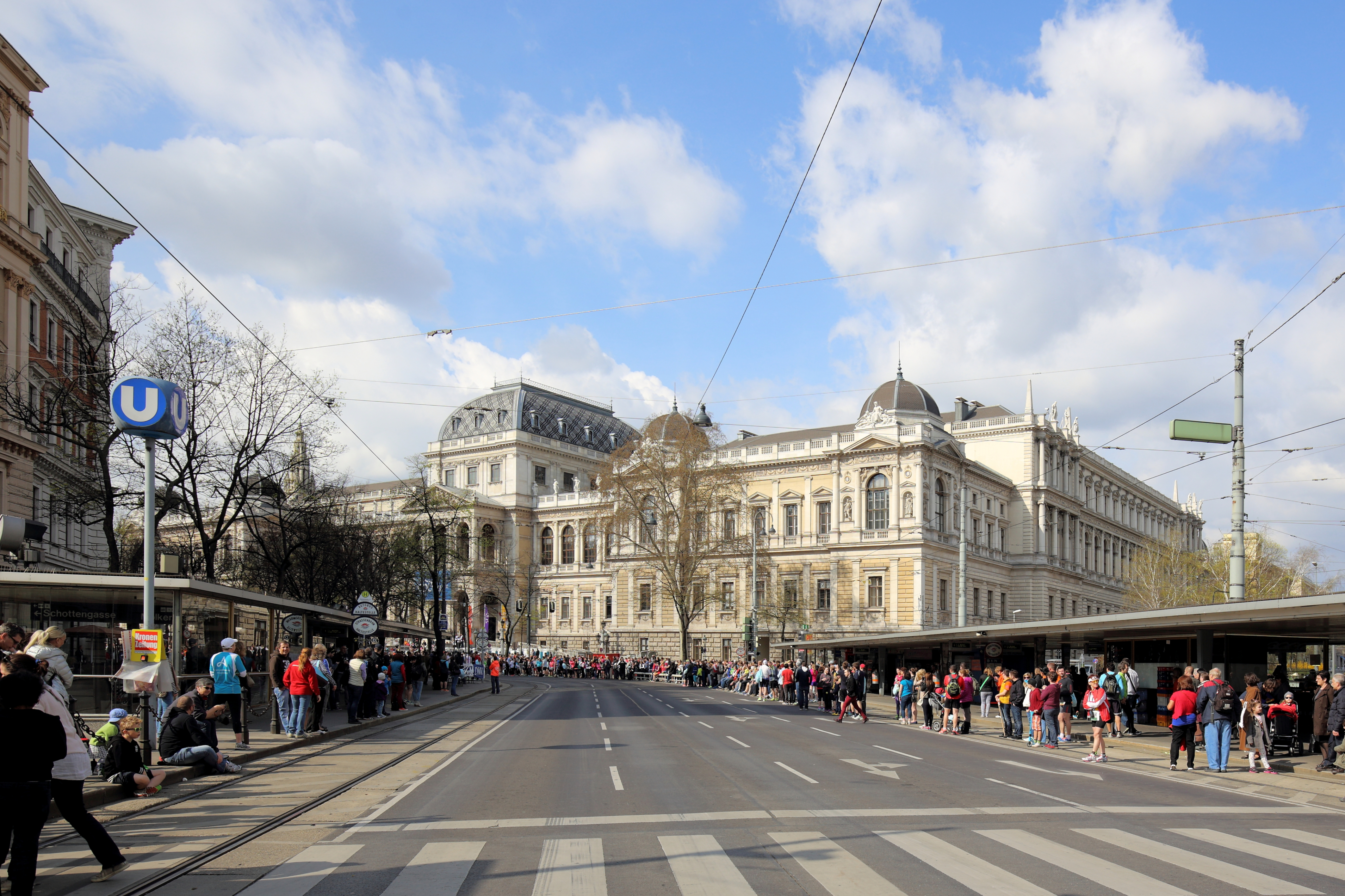
Nordostansicht des Universitätsgebäudes

Als Hommage an die erste Blütezeit der Wissenschaften in Europa hatte Ferstel für das Gebäude den Stil der italienischen Hochrenaissance gewählt, wobei die Universitäten von Padua und Genua Pate standen. Der Baukomplex besitzt einen großen Arkadenhof (50 × 40 Meter) und acht kleinere Höfe, die Hauptfassade mit ihrer Auffahrtsrampe ist durch vortretende Eckrisalite und den überhöhten Mittelteil gegliedert. Den Blickfang an der Ringstraße bildet die markant vorspringende Säulenhalle. Im Giebel stellt ein Relief die Geburt der Minerva dar, der Göttin der Weisheit.
Das Areal des Hauptgebäudes umfasst 21.412 m², wovon 14.530 m² verbaut sind. An der Rückseite des Gebäudes zur Reichsratsstraße befindet sich die Universitätsbibliothek mit dem großen Lesesaal. Da die Bibliothek fensterlos ist, wurde die Wand entlang der Reichsratsstraße mit Sgraffiti verziert. Das Auditorium Maximum wurde erst in den 1930er Jahren errichtet; es ist mit 751 Plätzen der größte Vorlesungssaal Österreichs.
Das Hauptgebäude der Universität Wien wurde immer wieder Brennpunkt politischer Auseinandersetzungen. In der Zwischenkriegszeit machten sich die einheimischen Nationalsozialisten, die über straff organisierte und gut ausgerüstete Parteiformationen verfügten, auch an der Universität bemerkbar. 1928 und 1932 fanden Studentenkrawalle vor der Universität statt. Der noch in den 1960er Jahren rechtsradikale Taras Borodajkewycz war in den 1930er Jahren hier tätig. 1936 wurde der deutsche Philosoph Moritz Schlick auf einer Stiege des Hauptgebäudes von einem seiner ehemaligen Studenten ermordet. Der 1923 von Antisemiten und Antidemokraten in der Aula aufgestellte, erst 2006 an einen weniger prominenten Standort verlegte Siegfriedskopf war Thema von Diskussionen über seine ideologischen Hintergründe.
Großes Aufsehen erregte am 14. Oktober 1994 der Einsturz eines Balustradenteils an der Auffahrtsrampe des Hauptgebäudes, durch den eine Studentin getötet wurde. Die Begrenzung hatte dem Druck einer Menschenansammlung im Rahmen einer Feier der Hochschülerschaft nicht standgehalten. Eine spätere Untersuchung ergab, dass der Bauteil seit Jahrzehnten nicht mehr auf seine Festigkeit geprüft worden war.

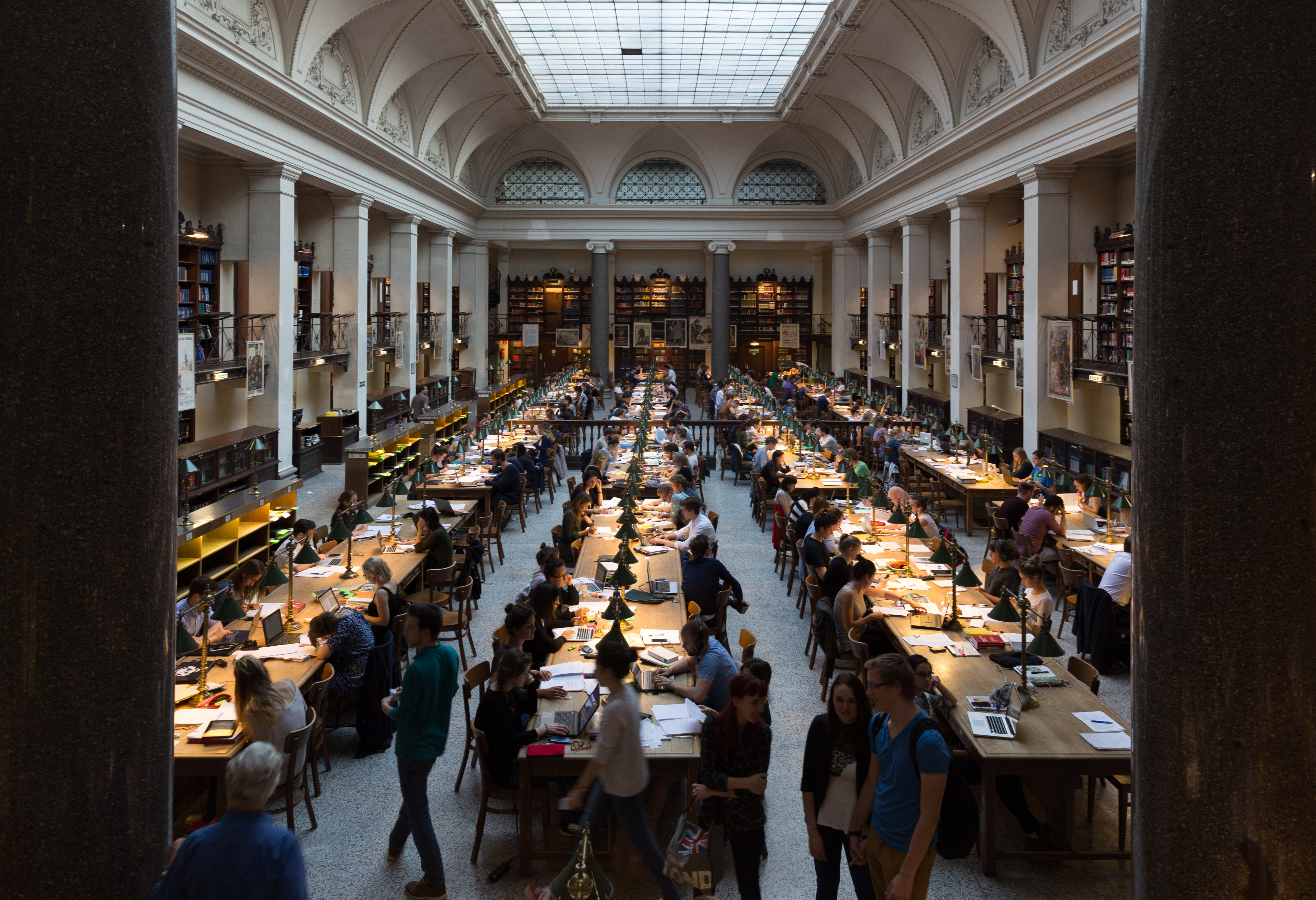
Lesesaal der Universitätsbibliothek

Heute befinden sich im Hauptgebäude vor allem folgende Einrichtungen:
- 2. Zwischengeschoß: Institut für Germanistik
- 2. Stock: Seminar- und Übungsräume, Fachbereichsbibliothek Germanistik, Institut für Geschichte, Fachbereichsbibliothek Geschichtswissenschaften, Katholisch-Theologische Fakultät, Evangelisch-Theologische Fakultät
- 1. Zwischengeschoß: Internationale Beziehungen, Öffentlichkeitsarbeit, Personaladministration, Institut für Wirtschafts- und Sozialgeschichte
- 1. Stock: Universitätsbibliothek, Direktion, Institut für Österreichische Geschichtsforschung, Institut für Geschichte, Historisch-Kulturwissenschaftliche Fakultät, Philologisch-Kulturwissenschaftliche Fakultät, kleiner Festsaal, großer Festsaal, Senatssaal
- Hochparterre: Aula, Arkadenhof, Lehrbuchsammlung, Interne Revision, Finanzwesen und Controlling, Personaladministration, Institut für Klassische Philologie, Institut für Alte Geschichte und Altertumskunde
- Tiefparterre: Audimax, Studienzulassung, Institut für Skandinavistik, Institut für Nederlandistik

Das Hauptgebäude ist über die unmittelbar benachbarte U-Bahn-Station Schottentor und zehn dort haltende Straßenbahnlinien im öffentlichen Verkehr sehr gut erreichbar. Dem Individualverkehr steht eine große Tiefgarage unter dem Platz zur Verfügung.
Zu den unmittelbaren Gebäudenachbarn zählen das Hotel de France, das ehemalige Hauptgebäude der Creditanstalt-Bankverein, das Palais Ephrussi, das ehemalige OPEC-Haus (Universitätsring 10) und das Pasqualati-Haus auf der Mölker Bastei mit einer Beethoven-Gedenkstätte.

## Der Arkadenhof

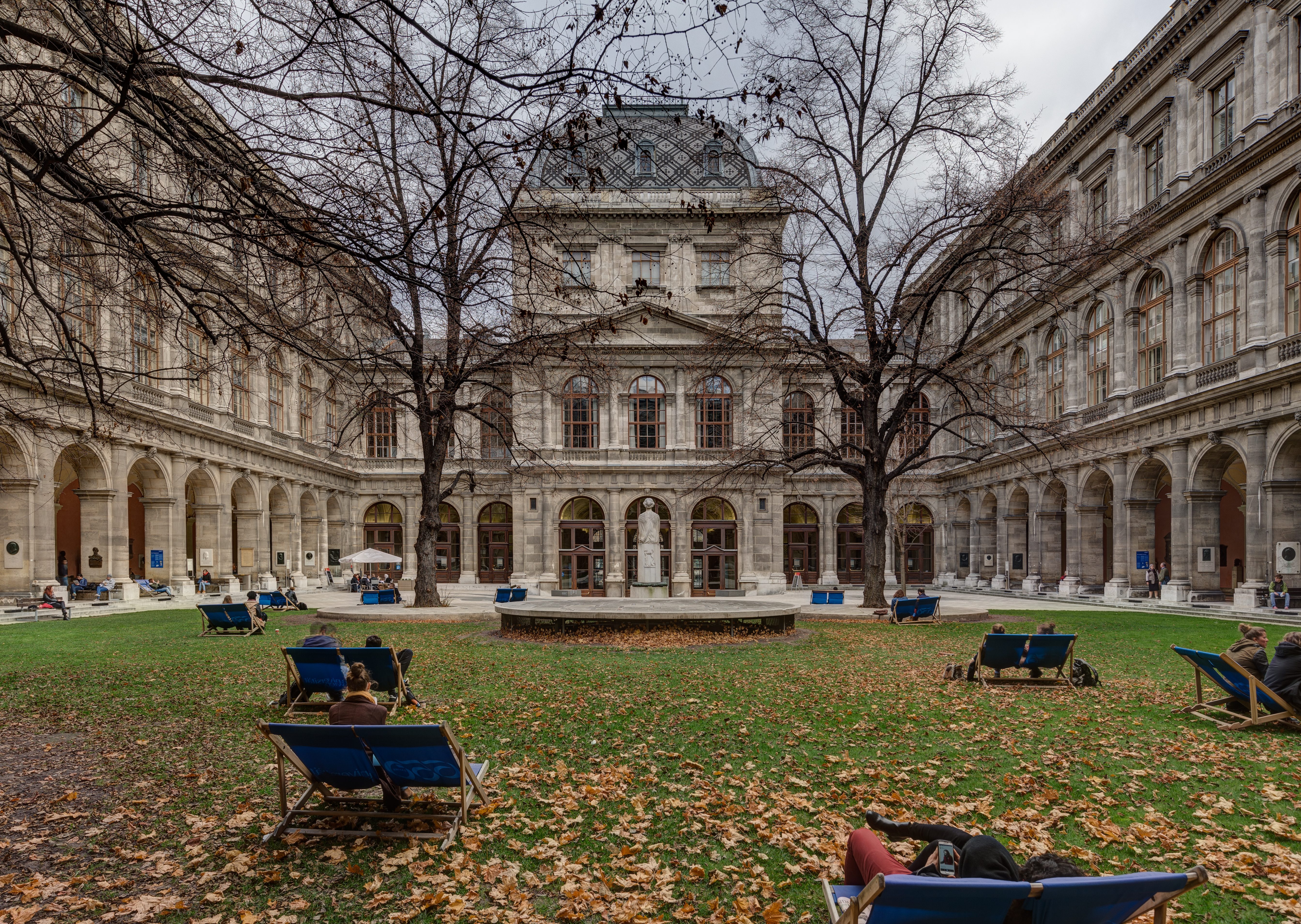
Der Arkadenhof

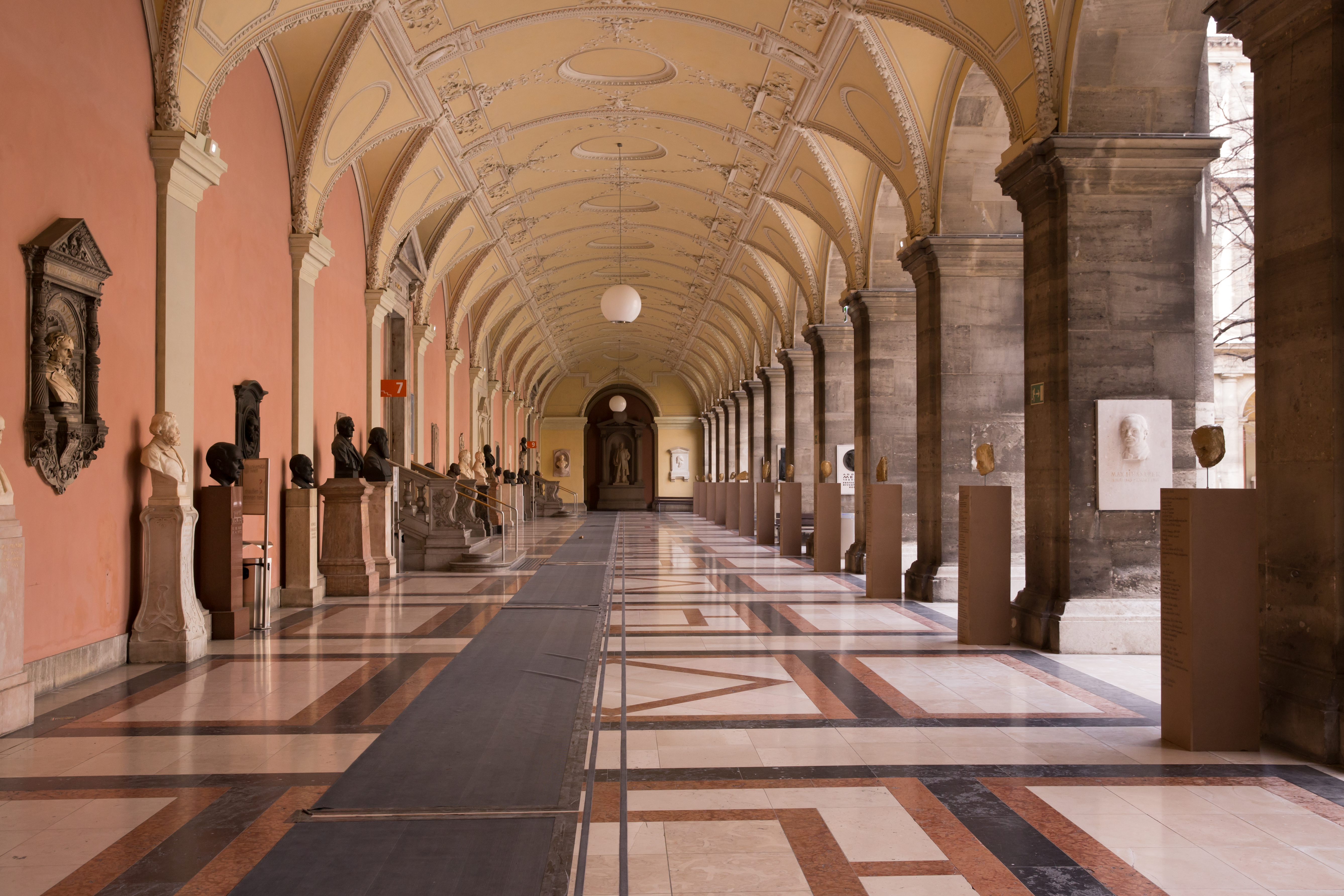
Arkaden Südseite

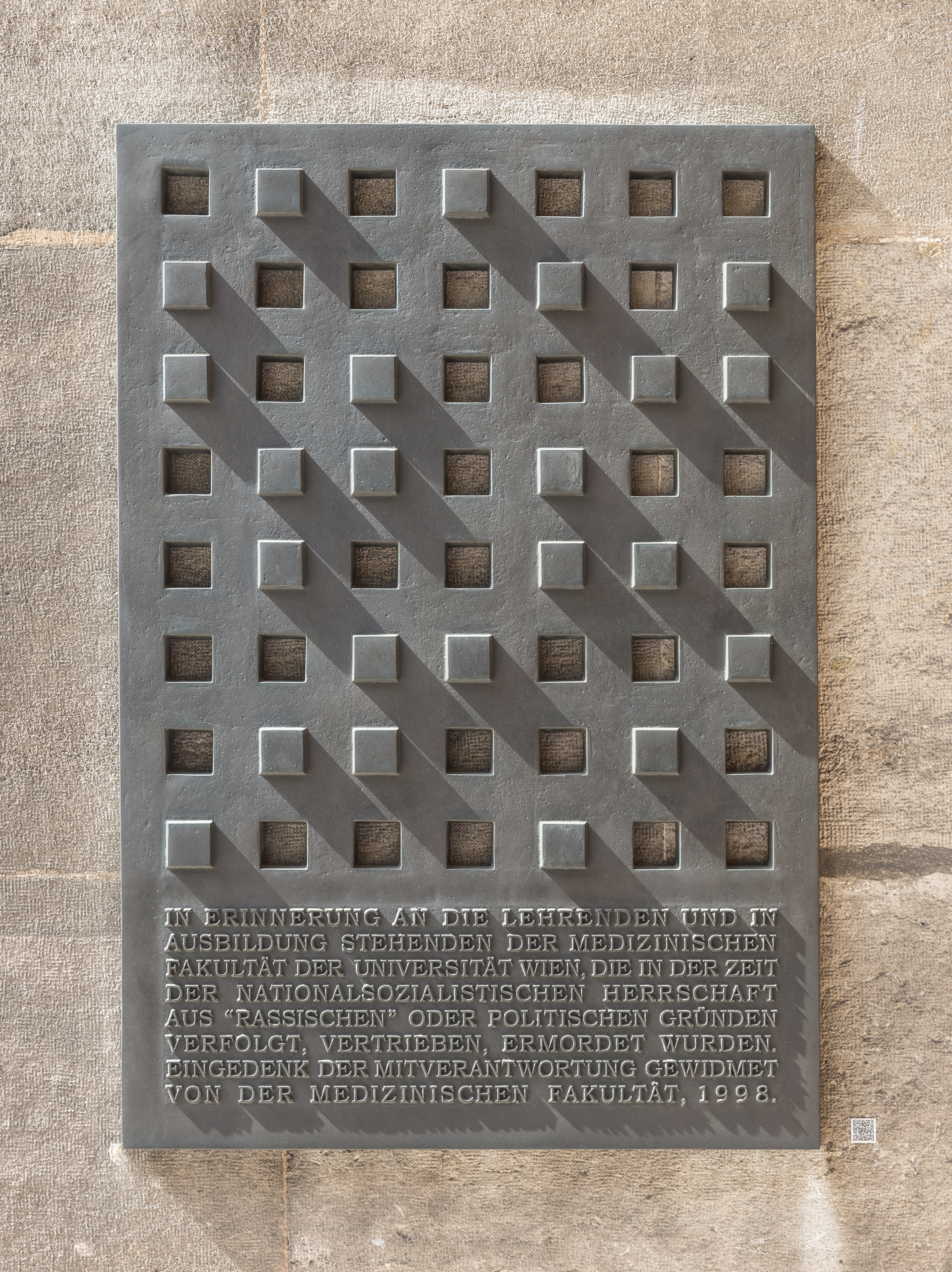
Gedenktafel von 1998 zur Erinnerung an die in der Zeit des Nationalsozialismus 1938–1945 vertriebenen Angehörigen der Medizinischen Fakultät

Heinrich von Ferstel wollte den großen, zentralen Arkadenhof als Herz der Anlage verstanden wissen. Von hier aus kann man alle wichtigen Stiegen erreichen. 1885 legte der Akademische Senat fest, dass verdiente Professoren postum mit einem Denkmal im Arkadenhof geehrt werden können, und zwar frühestens fünf Jahre nach deren Tod (diese Frist wurde mittlerweile auf 15 Jahre erhöht). Nur im Fall des Anatomen Josef Hyrtl wurde ein Denkmal zu Lebzeiten errichtet.
In der Mitte des Hofes befindet sich der Kastaliabrunnen, eine Arbeit von Edmund von Hellmer.